# Inoreader
Inoreader是一款基于网络内容和云服务的RSS聚合器，且支持移动设备Android和iOS端。它以统一的布局为用户编排整理定制来自在线资源的新闻源，并可与他人分享。由Innologica于2013年首次发布。

## 历史
2012年，伊沃·德约科夫（Ivo Djokov）和约旦·约达诺威（Yordan Yordanov）共同创立了Innologica有限公司（Innologica Ltd.）。他们在阅读了关于Google Reader于2012年关闭的猜测之后便开始了一个叫做Inoreader项目。两位创始人试图创建一个集RSS摘要、内容阅读，对高级用户友好的平台，并通过社交媒体集成将用户与他们感兴趣的信息连接起来。Inoreader于2013年正式推出，支持RSS，Atom两种版本，以帐户类型则分为基础版（Basic）、增强版（Plus）和专业版（Professional）。
Inoreader正式发布后不久，几个开发者也加入了这个项目，Innologica为他们开放了API。 但API主要是面向开发人员，而不是应用程序用户。

## 功能
Inoreader的用户界面从最初发布版本进化多次，从浏览器延伸到了各个平台设备。和其它RSS阅读器一样，Inoreader也需要注册。RSS Feed的更新周期默认为60分钟以上，付费的专业版可以增强到10分钟刷新一次Feed。
在2013年，Inoreader升级了用户体验和设计。 除了内容和馈送阅读器的基本功能之外，Inoreader还提供了许多附加功能。而现如今有部分功能仅面向付费用户。
- 用户创建自动化规则。（现需付费）
- 保存网页以供稍后阅读。[4]
- 搜索Inoreader中所有索引的订阅源，而不局限于自己的订阅源。[10]
- 创建使用匹配与特定关键字搜索新文章。
- 通过文件夹中整理源和分配标签。[11]
- 手动导入其他聚合器的源。
- 显示文章内容的扩展阅读。
- 导出为 PDF 格式下载。
- 分享到社交网络和内部的平台。
- 完整存档用户RSS订阅中的过去消息。
- 使用重复项过滤器来移除相同内容。（专业版功能）
- 跟踪社交媒体（(Facebook, Twitter, VKontakt）
- 使用网页订阅源来关注不提供 RSS 的网站或跟踪网页的可视变化。（专业版功能）

### 自定义项
为了进一步控制阅读器的界面和功能，用户可以访问偏好菜单，并从设置选项卡控制应用程序行为的各个方面。用户可以按日期或相关性排列订阅源列表， 选择订阅源和文件夹的名称和布局。文件夹和标签用于手动自定义不同的源。

### 移动设备应用
2013年7月，Innologica发布Inoreader的Android应用程序，2014年7月发布iOS应用程序。该应用程序对所有用户免费，而高级功能选项取决于帐户类型。应用程序会同步整个帐户的读取信息，以便读者可以继续在Web平台上的阅读未读文章。 截至2021年11月，该应用在Google Play上评分为4.0分，在AppStore上评分为4.7分。

## 评价
早期发布的评论大多是正面的。它曾被认为是Google Reader的主要替代品之一。 其用户界面与Google Reader非常相似。人们已经意识到，它为用户提供了很多高级功能，其中大部分功能都是免费使用，尽管使用有限制。2015年，Innologica将其应用程序商业化，开始向用户推送广告。最初受到用户的批评。该公司随后宣布，如果用户选择升级自己的账户类型，就可以移除广告。

## 下架与审查
2017年10月23日，Inoreader的官方Twitter上放出一张来自苹果公司的邮件截图。Inoreader称收到苹果公司的通知，因为其应用中含有违反中国法律的内容，所以遭到中国区应用商店下架。
2020年4月2日，Inoreader官方Twitter表示再次遭到中国政府的审查（第一次发生于2014年），中国内地用户将无法正常访问其网站和使用其App。